# Spettrometria di massa

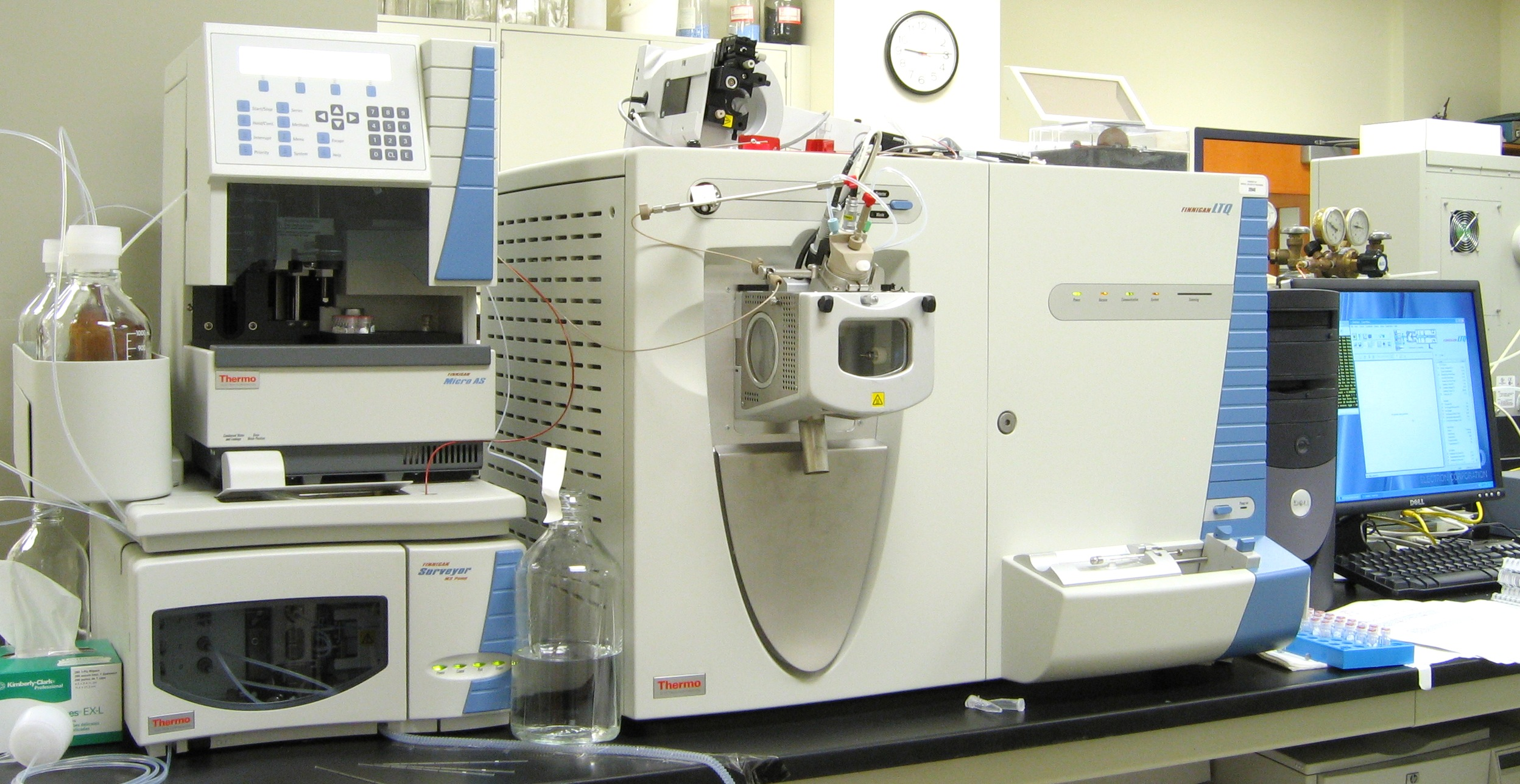
Spettrometro di Massa - HPLC\MS con Trappola Lineare Quadrupolare

La spettrometria di massa è una tecnica analitica applicata sia all'identificazione di sostanze sconosciute, sia all'analisi in tracce di sostanze.
Viene comunemente usata in combinazione con tecniche separative, quali la gascromatografia e la cromatografia in fase liquida (HPLC) o, più recentemente, con tecniche quali il plasma a induzione.
Il principio su cui si basa la spettrometria di massa è la possibilità di separare una miscela di ioni in funzione del loro rapporto massa/carica generalmente tramite campi magnetici statici o oscillanti.
Tale miscela è ottenuta ionizzando le molecole del campione, principalmente facendo loro attraversare un fascio di elettroni ad energia nota, solitamente si usano 70 eV come standard. Le molecole così ionizzate sono instabili e si frammentano in ioni più leggeri secondo schemi tipici in funzione della loro struttura chimica.
Il diagramma che riporta l'abbondanza di ogni ione in funzione del rapporto massa/carica è il cosiddetto spettro di massa, tipico di ogni composto in quanto direttamente correlato alla sua struttura chimica ed alle condizioni di ionizzazione cui è stato sottoposto.

## Spettri

### Risoluzione di uno spettro
La risoluzione è la capacità dello strumento di distinguere tra due picchi adiacenti. La risoluzione necessaria a separare A e B si calcola come M/ΔM dove:
- M è il valore di m/z del picco A
- ΔM è la differenza tra i valori di m/z di due picchi adiacenti picco B e picco A

(Per maggior precisione M/ΔM dovrebbe chiamarsi potere risolvente, mentre ΔM risoluzione).
L'altezza della valle tra due picchi adiacenti non deve essere maggiore del 10% dell'altezza del picco di minore intensità perché i due picchi possano considerarsi risolti.
Un modo più recente di calcolare la risoluzione è quello di fare il rapporto tra il valore m/z del picco e la sua larghezza a metà altezza.

#### Risoluzione unitaria
Per risoluzione unitaria si intende una risoluzione tale da poter distinguere tra due valori di m/z interi consecutivi (ad esempio tra 15 e 16); è la più bassa risoluzione per il funzionamento di uno spettrometro.

### Tipi di picchi presenti
I principali tipi di ioni che possono formarsi durante la ionizzazione sono:
- Ione molecolare
- Ioni isotopici
- Ioni frammento
- Ioni riarrangiamento
- Ioni multicarica (ESI)
- Ioni metastabili
- Ioni di interazione ioni-molecola
- Ioni negativi (spettrometria di massa a ioni negativi)

### Interpretazione di uno spettro

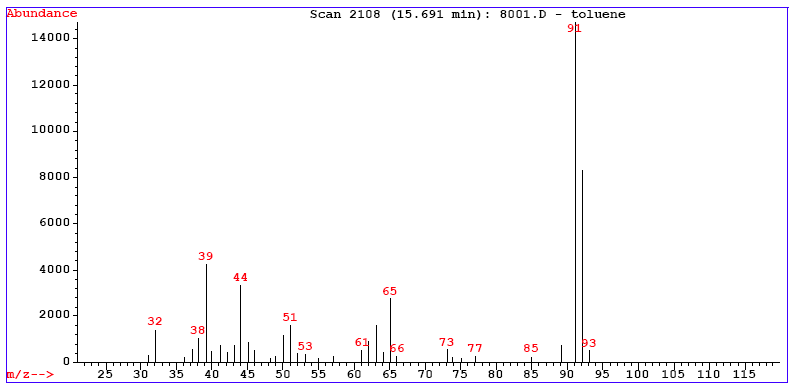
Spettro di massa del toluene; il picco base è il 91, il picco genitore è il 92

La determinazione della struttura molecolare può essere fatta con metodo top-down cioè iniziando dallo ione molecolare e andando poi ai frammenti o al contrario (bottom-up).

#### Picco base
In applicazioni di routine, gli spettri vengono normalmente rappresentati come istogrammi che riportano l'abbondanza di ogni ione in funzione della sua massa, ipotizzando ragionevolmente che tutti gli ioni prodotti dall'analisi abbiano carica singola.

Le abbondanze vengono riportate come rapporto rispetto al picco base, che è il picco più abbondante osservato nello spettro. Tale normalizzazione permette di avere spettri che sono funzione solamente dell'analita e delle condizioni di analisi.

Il picco base non sempre coincide con il picco molecolare o picco genitore, che è invece il picco che corrisponde alla molecola ionizzata (ione molecolare) e che consente di stabilire quindi il peso molecolare dell'analita. In genere, più uno ione molecolare è stabilizzato (per effetto induttivo o per risonanza), maggiore è la sua probabilità di giungere intatto al rivelatore, maggiore quindi sarà la sua abbondanza. Dall'abbondanza del picco genitore è possibile già ipotizzare a quale classe di composti appartenga l'analita. Nel caso della ionizzazione da impatto a medie energie si ha:
- dallo 0 al 10% circa: alcani lineari, alogenuri alchilici, esteri, alcoli, acidi carbossilici
- dal 10% al 50% circa: alcheni, polieni coniugati, aldeidi, chetoni, eteri
- dal 50% circa al 100%: composti aromatici, cicloalcani, mercaptani

Qualora si desideri aumentare l'abbondanza del picco genitore, occorre o ridurre l'energia impiegata nella ionizzazione da impatto o ricorrere a tecniche di ionizzazione più soft quali la ionizzazione chimica o di campo.
Inoltre esistono alcune regole empiriche per aiutare nell'identificazione della composizione elementare dell'analita, come ad esempio la regola dell'azoto.

#### Effetti isotopici
Il numero di picchi osservati in uno spettro di massa è sempre maggiore di quello dei frammenti prodotti dall'analisi, questo perché ogni picco è accompagnato da picchi satellite, prodotti da ioni contenenti isotopi minoritari dei vari elementi. Dato che i rapporti medi tra le diverse quantità di isotopi di uno stesso elemento in natura sono noti e sostanzialmente costanti, dall'abbondanza dei picchi satellite è possibile ricavare informazioni che consentono di ipotizzare la formula bruta dell'analita.

Un esempio particolarmente eclatante di questo effetto riguarda il cloro ed il bromo, la cui presenza nello spettro è immediatamente evidente:
- Il cloro è presente in natura con due isotopi 35Cl, 75% circa, e 37Cl, 25% circa. Questo fa sì che gli ioni contenenti un atomo di cloro producano due picchi, uno a peso molecolare M ed uno a peso molecolare M+2 in rapporto 3:1.
- Il bromo è presente in natura con due isotopi 79Br, 51% circa, e 81Br, 49% circa. Questo fa sì che gli ioni contenenti un atomo di bromo producano due picchi, uno a peso molecolare M ed uno a peso molecolare M+2 in rapporto circa 1:1.

Un effetto meno marcato è prodotto anche dal carbonio, dato che 13C ha un'abbondanza in natura dell'1% circa.

Il rapporto isotopico fa sì che ci sia un cluster isotopico molecolare, l'intensità relativa dei picchi M+1 m/z e M+2 m/z, dove M è il picco dello ione molecolare, risente molto del rapporto isotopico. Sfruttando questo fenomeno è stata ricavata una formula, una cui versione semplificata è stata scritta da Fred McLafferty per i composti contenenti C, H, N, O, F, P, I, per determinare la formula bruta dell'analita, che evidenzia il grado di insaturazione del composto.
Esistono in letteratura tabelle (le tabelle di Beynon) che mettono in correlazione le distribuzioni dei picchi satellite con la formula bruta di un composto, inoltre tali funzioni sono ormai integrate nei software di analisi ed interpretazione degli spettri di massa.

#### Frammentazioni
Il picco dello ione molecolare è quello prodotto dalla molecola dell'analita; avendo perso un elettrone, la molecola è diventata un radicale-ione che, instabile, si decompone in frammenti che sono radicali e ioni. I primi, essendo neutri, non giungono al rivelatore, ma la loro massa può essere dedotta per differenza tra il peso molecolare del picco genitore e quello dei frammenti ionici.
Gli ioni sono anch'essi stabilizzati per effetto induttivo e per risonanza, pertanto la presenza nello spettro di ioni di pesi molecolari tipici è rivelatrice della presenza di alcuni gruppi nella molecola. Possono avvenire ulteriori frammentazioni dei frammenti formatisi (frammentazione secondaria).

## Premi Nobel legati alla spettrometria di massa
- 1906, fisica, Joseph John Thomson (Regno Unito) in riconoscimento dei grandi meriti delle sue indagini teoriche e sperimentali sulla conduzione di energia elettrica dei gas
- 1922, chimica, Francis William Aston (Regno Unito) per la sua scoperta, grazie all'utilizzo del suo spettrografo di massa, di isotopi di molti elementi non radioattivi e per la sua enunciazione della teoria del numero intero (whole-number rule)
- 1939, fisica, Ernest Orlando Lawrence (Stati Uniti) per l'invenzione e lo sviluppo del ciclotrone e per i risultati ottenuti con esso, in particolare per quanto riguarda gli elementi radioattivi artificiali
- 1989, fisica, Hans Dehmelt, Wolfgang Paul (Stati Uniti - Germania Ovest) per lo sviluppo della tecnica della trappola ionica
- 2002, chimica, John Bennett Fenn e Kōichi Tanaka (Stati Uniti - Giappone) per il loro sviluppo di metodi di ionizzazione per desorbimento blando per le analisi di spettrometria di massa delle macromolecole biologiche